# Ranger–4
A Ranger–4 (angolul: útkereső) amerikai űrszonda, amelyet a Ranger-program keretében indítottak, Hold kutató műhold.

## Küldetés
A szondát a NASA Jet Propulsion Laboratoryban fejlesztettek ki. A NASA a Hold látható oldalának módszeres kutatását kezdte meg, amely a Surveyor-programmal, majd a Lunar Orbiter-programmal folytatódott és az Apolló-programmal, a Holdra szállással csúcsosodott ki. A Mariner-program keretében a kifejlesztett rendszert használták.

## Jellemzői
1962. április 23-án a Cape Canaveral Air Force Station kilövőállomásról egy 140 tonnás három és fél (indításnál szilárdhajtóanyagú segédrakéták) fokozatú Atlas–Agena B rakétával állították Föld körüli pályára. Az orbitális egység utolsó fokozatának újraindításával sikeresen elérte a második kozmikus sebességet, biztosítva a Hold megközelítését. Hossztengelyében stabilizált, a Hold–Nap összekötő egyenessel párhuzamos volt. Vezérlő rendszere technikai okok miatt nem működött kielégítően. 64 órás repülés után április 26-án 96 170 kilométer/óra sebességgel becsapódott a Hold felszínébe.
A szondát egy hatszögletű vázra építették. Az energiaellátást kettő napelemtábla (8680 napelemlapocskával) illetve akkumulátorok segítségével (AgZn) biztosította. A testben illetve a tetején levő kúpos műszeres térben helyezték el a vidikon-televíziós kamerákat, az elektronikát és a helyzetszabályzót, a telepeket, a vezérlőegységet, a rádióadókat, a helyzetszabályzó hideggáz tartályt- illetve fúvókát. Átmérője 1,52 méter, magassága 2,51 méter. A nyitott napelemtáblák 4,57 méterrel növelték meg az átmérőjét. Tömege 328 kilogramm. A rádiókapcsolatot egy kis botantenna és egy, a Földre irányított, 1,2 méter átmérőjű parabolaantenna biztosította. Műszerei: Lyman-α napsugárzás detektor,- elektrosztatikus plazma analizátor,- közepes energiájú kozmikus sugárzás érzékelő,- ionizáló kozmikus sugárzásmérő,- detektor kozmikus sugárzásmérő,- magnetométer,- mikrometeorit detektor.